# Umm Musa al-Haszimijja
Umm Musa al-Hashimiyya (arab. ‏أم موسى الهاشمية‎; ur. w IX wieku, zm. ok. 923 roku w Bagdadzie) – dworzanka haremu Abbasydów i qahramāna Shaghab w radzie regencyjnej w pierwszych latach panowania kalifa Al-Muktadira.

## Życiorys
Należała do niewielkiej gałęzi rodziny haszymidzkiej.
Al-Muktadir był pierwszym nieletnim kalifem w historii muzułmańskiej i w związku z tym w początkowych latach jego panowania powołano radę regencyjną (al-sāda, „panowie”), w skład której, według al-Tanukhi, wchodziła jego matka Shaghab, jej osobista agentka (qahramāna) Umm Musa, jej siostra Khatif i inna była konkubina al-Mu’tadida, Dastanbuwayh.
Odpowiadała za finanse haremu i zarządzała kosztami kobiet, personelu i książąt. Przypisuje jej się zmniejszenie kosztów haremu o 45 000 dinarów miesięcznie.
Stała się centrum dużej sieci patronackiej. Była angażowana jako pośredniczka przez różnych petentów, którzy chcieli nawiązać kontakt z kalifem i jego matką zarówno z powodów politycznych, jak i finansowych, pośrednio powodując wiele wydarzeń politycznych. Na przykład w 912 roku wezyr Abu’l-Hasan Ali ibn al-Furat został aresztowany i zdetronizowany po tym, jak Umm Musa poinformowała kalifa o spisku na zlecenie Muhammeda b. Khaqana.
W roku 922/3 została aresztowana i zastąpiona przez Thumala, która torturowała Umm Musę, jej brata i siostrę, dopóki nie ujawnili, gdzie ukryty został jej skarb, rzekomo wart milion złotych dinarów.